# Anderssprachige Tonbezeichnungen
Dieser Artikel gibt eine Übersicht über die neuzeitlichen Bezeichnungen der Stammtöne, der von diesen abgeleiteten  chromatischen Veränderungen und der Tonarten in verschiedenen Sprachen.

## Bezeichnungen der Stammtöne
In den von der abendländischen Musiktheorie und Musikpädagogik beeinflussten Ländern dominieren seit der Neuzeit insbesondere zwei Systeme der Tonbenennung von Stammtönen, die einerseits auf den Tonbuchstaben des lateinischen Alphabets, andererseits auf den Silben des mittelalterlichen Solmisationsverfahrens beruhen.
Beiden Systemen ist gemeinsam, dass sie sich auf die Heptatonik (Siebenstufigkeit) beziehen, durch die Art der Benennung jedoch keine Unterscheidung der durch das Prinzip der Diatonik bedingten unterschiedlichen Abstände zwischen den Stammtönen, beispielsweise in Form von Ganztönen und Halbtönen ermöglichen. Die korrekte Verwendung beider Systeme setzt daher voraus, dass die Konventionen heptatonischer Tonbenennungen und die Strukturen diatonischer Skalen bekannt sind und im Sinne der musikalischen Logik und der musikalische Orthografie angewendet werden.

### Lateinisches Alphabet
Die absoluten Tonstufen der abendländischen Siebenstufigkeit werden mit Buchstaben des lateinischen Alphabets bezeichnet: A, B, C, D, E, F, G. Hierbei impliziert die diatonische Struktur der sieben Tonstufen, dass zwischen den mit den Tonbuchstaben B und C sowie E und F bezeichneten Stammtönen Halbtonschritte liegen, während alle anderen benachbarten Buchstaben  Ganztonschritte bezeichnen.

#### Die Tonbuchstaben B und H
Der Stammton B ist im deutschsprachigen Raum und auch in einigen anderen europäischen Ländern durch den Buchstaben H ersetzt worden. Diese Schreibweise verwendet man zum Beispiel auch in skandinavischen (dänisch, schwedisch), west- und südslawischen (polnisch, tschechisch, slowakisch, slowenisch, kroatisch, serbisch) Sprachen und im Ungarischen.
Demgegenüber hielt sich im englischsprachigen Raum die Bezeichnung „B“ für den Stammton; der um einen Halbton niedrigere Ton heißt dort B flat (B♭). Im Niederländischen wird das erniedrigte B zum Bes.
In populären Musikgenres, deren Terminologie stark von den englischsprachigen Ländern geprägt wurde, benutzen auch deutsche Musiker bei Akkordsymbolen für Akkorde mit dem Grundton H zumeist die englische Bezeichnung B.

### Solmisationssilben
In den romanischsprachigen Ländern Frankreich, Italien, Spanien, Portugal und Rumänien sowie in den GUS-Staaten und Bulgarien werden Solmisationssilben zur Benennung absoluter Tonhöhen verwendet. Hierbei entsprechen die Silben do, re, mi, fa, sol, la und si (italienisch ti) den im deutschsprachigen Raum üblichen Tonbuchstaben C, D, E, F, G, A, und H.

### Übersicht
| deutsch | C       | D      | E      | F       | G     | A       | H      |
| dänisch, norwegisch, schwedisch, polnisch, slowakisch, tschechisch, serbisch, kroatisch, ungarisch, lettisch (bis 1940), finnisch | C       | D      | E      | F       | G     | A       | H      |
| englisch, niederländisch | C       | D      | E      | F       | G     | A       | B      |
| französisch | ut/do   | ré     | mi     | fa      | sol   | la      | si     |
| italienisch, spanisch, rumänisch, lettisch (seit 1940)                                                                            | do      | re     | mi     | fa      | sol   | la      | si     |
| portugiesisch | Dó      | Ré     | Mi     | Fá      | Sol   | Lá      | Si     |
| bulgarisch | до      | ре     | ми     | фа      | сол   | ла      | си     |
| russisch | до      | ре     | ми     | фа      | соль  | ля      | си     |
| ukrainisch | до      | ре     | мі     | фа      | соль  | ля      | сі     |
| griechisch | Ντο     | Ρε     | Μι     | Φα      | Σολ   | Λα      | Σι     |
| japanisch | ハ ha   | ニ ni  | ホ ho  | ヘ he   | ト to | イ i    | ロ ro  |
| chinesisch | 婷 tíng | 涵 hán | 雯 wén | 玲 líng | 琪 qí | 芳 fāng | 欣 xīn |
| koreanisch | 다 da   | 라 ra  | 마 ma  | 바 ba   | 사 sa | 가 ga   | 나 na  |

## Bezeichnungen der erhöhten und erniedrigten Töne
Da sich Tonbuchstaben und Solmisationssilben nur auf die sogenannten Stammtöne beziehen, bedarf es zusätzlicher Bezeichnungen zur Darstellung von Tonhöhenveränderungen der Stammtöne zur Beibehaltung der diatonischen Struktur bei Transposition und durch Chromatik.
Im Deutschen, Niederländischen, Ungarischen und in westslawischen und ähnlich in skandinavischen Sprachen werden die erhöhten und erniedrigten Töne dadurch gekennzeichnet, dass an den jeweiligen Grundton eine Nachsilbe angehängt wird, nämlich
- -is bei durch ein Kreuz (♯) erhöhten Tönen (z. B. Fis, Cis) und
- -es bei durch ein ♭ erniedrigten Tönen (z. B. Des, Ges; Ausnahmen im Deutschen: H → B; E → Es und A → As).

In den meisten anderen Sprachen wird die Erhöhung bzw. Erniedrigung a die Tonbezeichnung angehängt oder (im Japanischen und Chinesischen und Koreanischen) der Tonbezeichnung vorangestellt.

### Erhöhung um einen chromatischen Halbtonschritt
- englisch sharp (Fis = F sharp, Cis = C sharp)
- italienisch diesis (Fis = fa diesis, Cis = do diesis)
- französisch dièse (Fis = fa dièse, Cis = do dièse oder ut dièse)
- spanisch sostenido (Fis = fa sostenido, Cis = do sostenido)
- portugiesisch sustenido (Fis = Fá sustenido, Cis = Dó sustenido)
- rumänisch diez (Fis = fa diez, Cis = do diez)
- bulgarisch диез (Fis = фа диез, Cis = до диез)
- russisch диез (Fis = фа диез, Cis = до диез)
- griechisch δίεση díesi (Fis = Φα δίεση, Cis = Ντο δίεση)
- japanisch 嬰 ei (Fis = 嬰へ ei-he, Cis = 嬰ハ ei-ha)
- chinesisch 升 shēng (Fis = 升玲 shēng-líng, Cis = 升婷 shēng-tíng)
- koreanisch 올림 ollim (Fis = 올림 바 ollim ba, Cis = 올림 다 ollim da)
- lateinisch durum (h = b durum)

### Erniedrigung um einen chromatischen Halbtonschritt
- englisch flat (Des = D flat, Ges = G flat)
- italienisch bemolle (Des = re bemolle, Ges = sol bemolle)
- französisch bémol (Des = ré bémol, Ges = sol bémol)
- spanisch bemol (Des = re bemol, Ges = sol bemol)
- portugiesisch bemol (Des = Ré bemol, Ges = Sol bemol)
- rumänisch bemol (Des = re bemol, Ges = sol bemol)
- bulgarisch бемол (Des = ре бемол, Ges = сол бемол)
- russisch бемоль (Des = ре бемоль, Ges = соль бемоль)
- griechisch ύφεση ýfesi (Des = Ρε ύφεση, Ges = Σολ ύφεση)
- japanisch 変 hen (Des = 変ニ hen-ni, Ges = 変ト hen-to)
- chinesisch 降 jiàng (Des = 降涵 jiàng-hán, Ges = 降琪 jiàng-qí)
- koreanisch 내림 naerim (Des = 내림 라 naerim ra, Ges = 내림 사 naerim sa)
- lateinisch molle (b = b molle)

## Bezeichnungen der Tongeschlechter
In der Bezeichnung des Tongeschlechts spiegeln sich unterschiedliche musiktheoretische und musikästhetische Traditionen wider. So werden tongeschlechtliche Gegensätze der seit dem 17. Jahrhundert ausschließlich in der deutschsprachigen Musiktheorie durch das Gegensatzpaar Dur und Moll dargestellten Sachverhalte im Griechischen und Bulgarischen hierarchisch als „wesentlich“ (Dur) bzw. „untergeordnet“ (Moll) bezeichnet, während im Deutschen und Ungarischen beispielsweise die Spannung einer Saite bei dem für das Tongeschlecht maßgeblichen Terzintervall ausschlaggebend ist (mollus vs. durus, d. h. weiche vs. härtere Saitenspannung), oder insbesondere im asiatischen Raum die Länge der zur Definition des Tonsystems herangezogenen Rohrlänge von Flöten (lange vs. kurze bzw. große vs. kleine Flöte). Auch bei aus Komparativen abgeleiteten Bezeichnungen wie major oder minor geht es zumeist um physikalisch bedingte Größenrelationen der geschlechtsspezifischen Terzen.

### Dur-Tonarten
- englisch major (C-Dur = C major)
- italienisch maggiore (C-Dur = do maggiore)
- französisch majeur (C-Dur = ut majeur oder do majeur)
- spanisch mayor (C-Dur = do mayor)
- portugiesisch maior (C-Dur = Dó maior)
- niederländisch groot (C-Dur = C-groot)
- ungarisch dúr (C-Dur = C-dúr)
- rumänisch major (C-Dur = do major)
- bulgarisch мажор (C-Dur = до мажор)
- russisch мажор (C-Dur = до мажор)
- griechisch μείζων mízon (C-Dur = Ντο μείζονα Do mízona)
- japanisch 長調 chōchō (C-Dur = ハ長調 ha-chōchō)
- chinesisch 大調 dàdiào (C-Dur = 婷大調 tíng-dàdiào)
- koreanisch 장조 jangjo (C-Dur = 다 장조 da jangjo)

### Moll-Tonarten
- englisch minor (a-Moll = A minor)
- italienisch minore (a-Moll = la minore)
- französisch mineur (a-Moll = la mineur)
- spanisch menor (a-Moll = la menor)
- portugiesisch menor (a-Moll = Lá menor)
- niederländisch klein (a-Moll = a-klein)
- ungarisch moll (a-Moll = A-moll)
- rumänisch minor (a-Moll = la minor)
- bulgarisch минор (a-Moll = ла минор)
- russisch минор (a-Moll = ля минор)
- griechisch έλασσον élasson (a-Moll = Λα ελάσσονα La elassóna)
- japanisch 短調 tanchō (a-Moll = イ短調 i-tanchō)
- chinesisch 小調 xiǎodiào (a-Moll = 芳小調 fāng-xiǎodiào)
- koreanisch 단조 danjo (a-Moll = 가 단조 ga danjo)